# Erotiek in de middeleeuwse literatuur

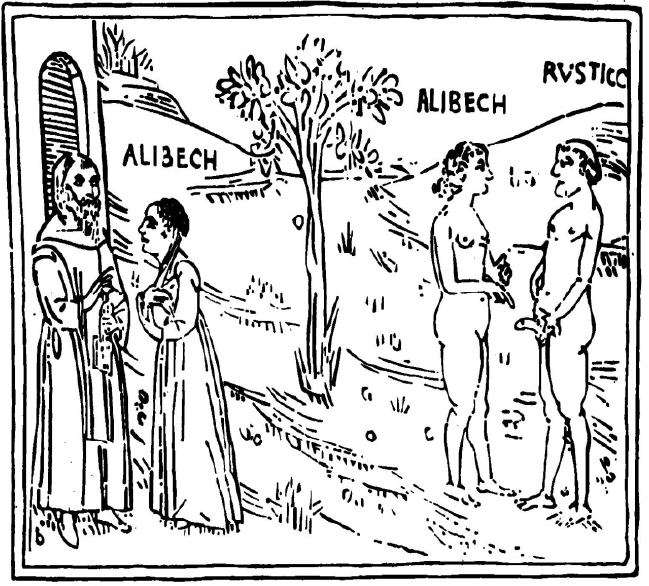
Erotische houtsnede 14e eeuw

Erotiek is een belangrijk aspect in de middeleeuwse literatuur. Omdat in die tijd de meerderheid van de bevolking analfabeet was, is het duidelijk dat dit een onderwerp van de “geletterde” klasse was. In die tijd moesten de verhalen aan het “gewone” volk doorverteld worden.
Doordat het geschreven woord vrijelijk door de verteller werd verklaard en uitgesproken, kwam het dat erotische scènes vaak met een humoristische ondertoon tot leven kwam - hetgeen ook de bedoeling leek. Door de vele toespelingen naar erotiek werden de luisteraars door het verhaal geboeid. Zo werden de verhalen ook beter onthouden en makkelijker doorverteld.

## Voor-hoofse periode
In de tijd van Karel de Grote werd er in de literatuur de voorkeur aangegeven de erotiek enigszins direct aan te pakken.
De vrouw werd voorgesteld als een lustobject zonder rechten hetwelk in de verhalen sterk tot uitdrukking kwam. Trouw aan de vorst is de belangrijkste ridderdeugd. Deze Frankische romans, ook wel Karelromans genoemd, gaan over historische feiten en personen. De ridderverhalen rond Karel de Grote moesten het volk herinneren aan de grootste christelijke vorst aller tijden.
Mannen behoren in die romans tot het eerbare geslacht; vrouwen echter tot het oneerbare. Daarom was het voor een vrouw hoogst ongepast meerdere minnaars tegelijk te hebben, terwijl een vrouw de liefde niet mocht weigeren. Het “standenverschil” bleef evenwel gehandhaafd en het gewone volk had geen verstand van liefde. Boerenwijven kon je evengoed verkrachten. Men had de mening dat boerenwijven zo stug waren dat je wel een beetje dwang moest uitoefenen. Dit als “gepaste remedie tegen hun schuwheid”. Ook nonnen werden als “niet geschikt” geschouwd. In de literatuur wordt precies het tegenovergestelde geschreven dan wat in de maatschappij gebruikelijk is. De seksuele liefde blijkt plotseling totaal onverenigbaar met de seksuele moraal, en daarbij ook nog eens ongezond omdat het lichaam erdoor uitgeput zou raken.
De redenering van de betreffende auteurs is dat zij zich aan het geloof wijden, waardoor hun verdiensten alsmaar groter werd. Men trachtte wel de “zuivere” liefde te scheiden van de “gemengde” liefde.
Die zuivere liefde is immers wel toegestaan. Al mocht een vrouw daarentegen de gemengde liefde niet afwijzen als haar minnaar daarop aandrong.

## Hoofse periode
In het “hoofse” tijdperk werd de erotiek vooral als een basisfunctie voorgesteld. De menselijke driften werden ingetoomd en in de romans beschreven met het nodige respect voor de vrouw waarin ook de natuur een belangrijke rol speelde.
In de Arthurromans werd de vrouw beschreven als middelpunt. Het respect naar de vrouw was gestegen en de afstandelijke liefde werd centraler gesteld. Dit was ook een verwijzing naar het geloof. De erotiek werd hier gebruikt om te choqueren en het was tevens tegen de maatschappij gericht. De grootste tegenstelling hierbij was de kuisheid van de ridders en de mannen met onkuise gedachten over de erotiek. De hoofse periode werd dan ook getypeerd door trouw en kuisheid.
Dezelfde riddereigenschappen als in de Karelromans staan nog steeds centraal, maar ook ‘mate’ doet zijn intrede. Hoffelijkheid tegenover de dame was daar een belangrijk onderdeel van.
Dit was evenwel een grote paradox met de erotiek van die tijd.
In de verhalen van Reinaert de vos, Beatrijs en de genoemde mythen van koning Arthur, kwam erotiek veelvuldig aan bod. Het werd subtiel aangepakt met respect voor de mensen en het geloof.
Troubadours waren de edelen die al zingend hun verhaal verkondigden. Zij kenden verschillende liedvormen waar het ook over minnaars en liefdesdebatten ging. In de Germaanse streken kende men de Minnezangers. Zij bezongen de hoofse minne.

## Symboliek
Binnen de middeleeuwse literatuur werd symboliek gebruikt om aan bepaalde onderdelen een zekere betekenis te geven. Soms werd er een erotisch klinkende naam aan een persoon gegeven om een seksuele karaktereigenschap van die persoon te duiden. Het epos Reinaerd de Vos kent veel namen met een dubbelzinnige en erotische betekenis, vooral bij vrouwen. De vrouw van de wolf Isengrim heet Hersint (Ze heeft er wel zin in). De dorpsvrouw Ogerne (O, graag!) en de vrouw van de pastoor Julocke (Jou lok ik). Behalve de namen van de personen hebben andere woorden soms ook een dubbele en erotische betekenis.
In vers 35 van Reinaerds proloog lezen we: “Ik wille dat diegene horen die gerne plegen die eren.” In het Vlaams wordt de ‘h’ aan het begin van een woord vaak niet uitgesproken. Dan wordt het: voor diegene die graag heren vertroetelen. Hier gaat het dan om hoeren. Vervolgens is er in dit literair werk ook de beschuldiging waar Reinaert aan Cuwaert het ‘credo’ wilde leren. Met “iemand het credo leren” zou ook een homoseksuele handeling bedoeld kunnen worden.

## Natuur
De schoonheid van mens en erotiek werd vaak vergeleken met wat zich in de natuur bevond. Een erotische scène werd met volle overgave beschreven aangaande de natuur. Het vruchtbare van de natuur vergeleek men met het liefdesspel. De lentebloesem is dan ook zeer frequent voorkomende scène.
In de roman Beatrijs staat hier een mooi voorbeeld van. De natuur wordt tot in elk detail weergegeven wat aanleiding was tot het schrijven van de erotiek. Aan de natuur kende de middeleeuwer een symbolische betekenis toe en wordt ook beeldig voorgesteld. Zo kunnen bomen vergeleken worden met het mannelijk lid en het zingen van vogels met de minnekreten. Deze vergelijkingen gaan vaak vooraf aan de liefdesscène. De bedoeling hiervan was de fantasie van de lezer of luisteraar op te wekken en zo nieuwsgierig te maken naar de erotische scène zelf. De seksuele gevoelens werden hier zo door geprikkeld dat het publiek zeer aandachtig mee luisterde. De natuur is het motief waar het gevoel heen zal leiden, maar dan wel een natuur die woest en grillig is.
Veel latere erotische romans beschrijven ongeremde seksuele begeerten en gedragingen van vooral mensen uit de lagere sociale klasse, en worden weergegeven als een toneelstukje. De manier waarop men naar de nauwelijks verhullende seksualiteit kijkt met betrekking tot de natuur, wordt hier meestal komisch voorgesteld. De voorbeelden uit de middeleeuwen geven het, in dit opzicht, anders weer.

## Religie

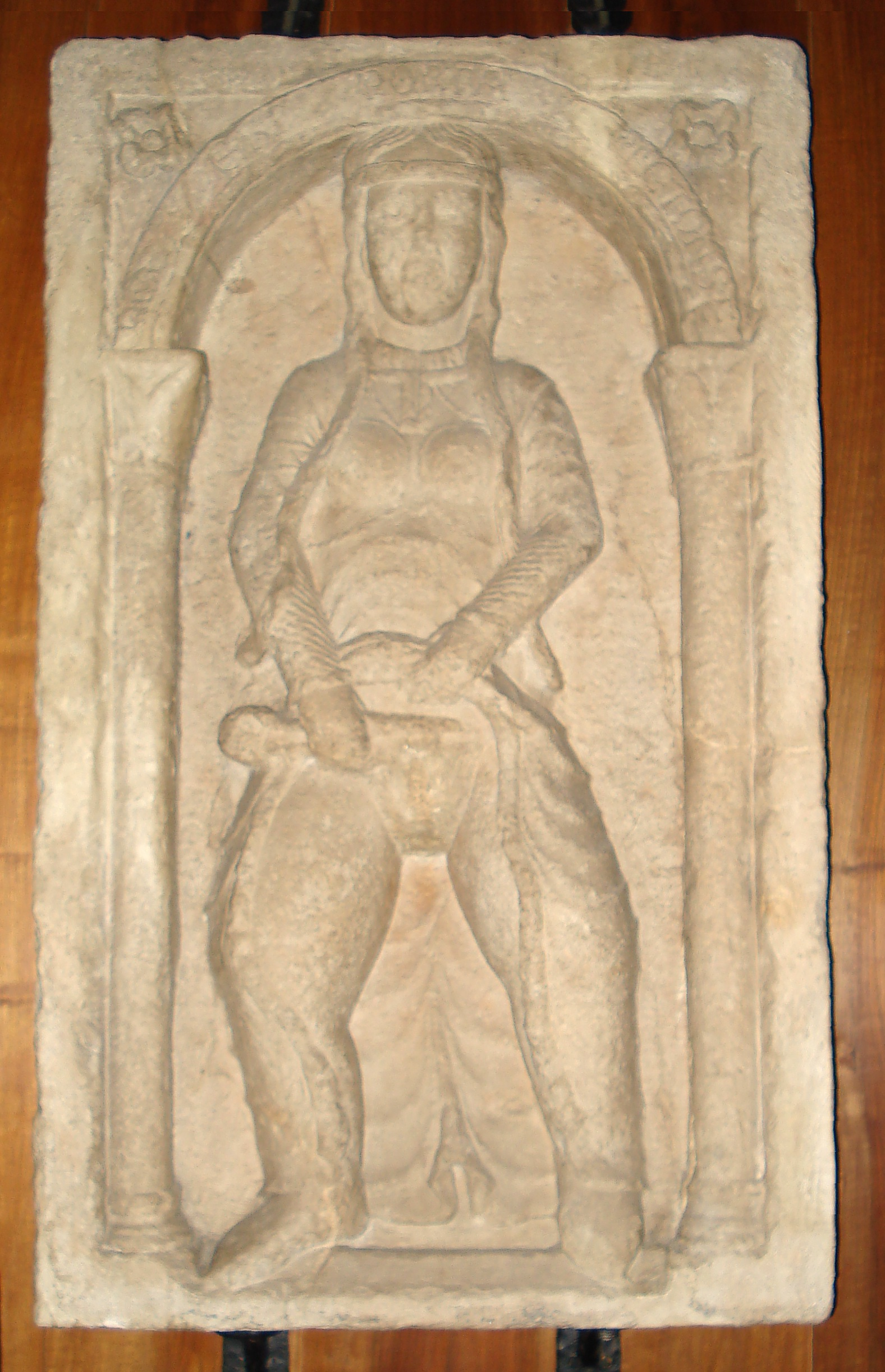
Een vrouw scheert haar schaamhaar. Relief 12e eeuw.

In de vroege middeleeuwen stond het geloof en de kerk centraal. De geestelijkheid was zeer machtig en had grote invloed op de maatschappij en daarmee ook op de erotiek.
In de 12e eeuw, maar vooral in de 13e eeuw was er een opleving van mystieke lyriek waarin vooral vrouwen de boventoon voerden. Mystiek bevat nu eenmaal elementen van begeerte, liefde, afstand en nabijheid. Bij mystiek concentreert de mysticus zijn hele denken en voelen zo sterk op het geloof dat het als het ware lijfelijk en seksueel wordt ervaren. Deze vorm van liefde zou het genot alle andere vormen overtreffen. De poëzie van vrouwen, waarin Christus hen ‘s nachts bezoekt en hen “doorwondt met zijn speer”, laat nog weinig aan de fantasie over. Bijzonder voor een tijd waarin vrouwelijke seksualiteit niet besproken werd. Vrouwen dienden enkel om mannelijke lusten te stillen en om kinderen te baren. Maar deze vrouwen weken daar heel doelbewust van af. Een leven van kuisheid en onthouding prikkelt de fantasie wellicht nog meer. Gevoelsmystiek is dan ook bijna een uitsluitend vrouwelijke aangelegenheid. De Duitse nonnen Mechthild von Magdeburg en Mechtildis van Helfta waren er goed in.
De “jardin clos” zijn voorlopers van het Begijnhof, waar de kerkelijke overheid de hand in had. De vrouwen uit de “jardin clos”, geleid door de Henegouwse Margareta Porete, hielden het initiatief graag in eigen hand. De banden die ze aangingen, maar ook het gebruik van egelvacht -kennelijk om in extase te komen- wezen zo expliciet in een erotische richting dat Margareta hiervoor uiteindelijk op de brandstapel terechtkwam.
In de middeleeuwse literatuur was het beoefenen van de deugden slechts een functie in het geloof omdat God het eenmaal zo wil. Seksualiteit is enkel volmaakt als het niet enkel beoefend wordt om de seks zelf, maar om de ware liefde. “Pas als de mens zich overgeeft aan Gods hoge wil dan schept Hij behagen in hen”.
Zo zijn er ook veel eufemismen voor seksuele termen. Met “Liefde dragen” bedoelt men zwangerschap en met “Liefde voelen” geslachtsgemeenschap.
De Arabieren waren in die tijd verder dan de mensen in West-Europa. De split en decolleté kwamen uit hun wereld. Ook het epileren van schaamhaar ofwel de bikinilijn. Toen dit werd veroordeeld door de paus, keerde men deze gewoonte om en liet men het haar juist weelderig groeien.
Vanwege de Arabische invloeden kreeg de westerse godsdienst een wat “vrouwelijker” karakter. Dat wil zeggen dat de Mariaverering een grotere plaats ging innemen omdat de kerk dit naar voren schoof.
Deze politieke ontwikkelingen leidden tot meer tolerantie betreft seksualiteit. Ook in de literatuur. In het begin van de middeleeuwen was de erotiek in de literatuur preuts beschreven. Indien de erotiek in hun visie te vulgair was voor de maatschappij, of de reputatie van de kerk kon worden geschaad, dan werd dit streng bestraft.
Vanaf de tweede helft van de middeleeuwen durfde men meer perverse termen te gebruiken. Dit werd zeer duidelijk in de roman van Reinaerd de Vos waarin de kerk beledigd werd en paradoxaal een groot succes kende. De adel en geestelijken werden subtiel als dieren neergezet om hen zo vol overgave vulgaire en barbaarse daden te laten verrichten.
Andreas Capellanus trachtte juist de lossere zeden in zijn werk “De Amore” in overeenstemming te brengen met het aloude christelijke moraal. Hij schrijft:
“God heeft de mens nu eenmaal ook instincten gegeven en omdat de geestelijke goed doorvoed is, staat hij nog veel meer bloot aan de verleidingen van het lichaam.”
Een voorbeeld uit Capellanus’ werk is wanneer een vrouw, die twee minnaars heeft, hen laat kiezen tussen haar bovenste- of onderste helft. De mannen worden op de proef gesteld omdat de bovenste helft de meeste liefde kan geven, maar zij wijst hen erop dat de onderste helft het meeste genot schenkt. Deze parabel staat voor het ideaal dat een man tegelijk echtgenoot en minnaar is.
De hypocriete rol van de geestelijkheid komt in de literatuur ook naar voren. Bijna alles werd als onkuis bestempeld. De werkelijkheid was echter anders.
In geschriften als “Het Concilie van Remiremont” of “Phillis en Flora”, komen discussies voor tussen ridders en geestelijken over wie de beste minnaar zou zijn. Aangezien het door de geestelijken is opgeschreven, is het duidelijk wie dat waren.
Tijdens een bijeenkomst van nonnen werd er zelfs een banvloek over kloosterlingen uitgesproken indien zij hun gunsten aan ridders in plaats van de “rechthebbende” geestelijken aanboden. Dit was overigens praktijk en niet alleen maar literatuur.
Dit blijkt uit de zogenaamde “Abbatum Pellicum”(Kroniek) te Niort. Guillaume IX de Poitiers, hertog van Aquitanië stichtte daar een abdij speciaal voor “vrouwen van lichte zeden”.
Religie was dus zeer bepalend voor de erotiek binnen de literatuur. De kerk besliste wat mocht en wat niet en wat literair verantwoord was of vulgair.